# Protestantse kerk (Zaamslag)
De Protestantse kerk is de PKN-kerk van Zaamslag, oorspronkelijk gebouwd als Hervormd kerkgebouw en gelegen aan Plein 2.

## Geschiedenis
In het oude Zaamslag bestond een Sint-Martinuskerk welke in 1584, nadat de Geuzen waren binnengevallen, in brand werd gestoken. De inundatie van 1586 vernietigde definitief het gehele oude Zaamslag.
De eerste kerk in het nieuw gestichte Zaamslag dateert van 1658 en deze was gelegen in het centrum van dit kruispolderdorp. In 1877 werd een toren van twee geledingen en met een achtkante lantaarn bijgebouwd met deels neoromaanse kenmerken, ontworpen door de Axelse architect Engelse, terwijl in 1898 de kerk door een nieuw gebouw werd vervangen, dat met de noordbeuk aan de reeds bestaande toren was vastgebouwd. Architecten waren J.R. de Kruijff en J. Wisse.
Het betreft een recht gesloten gebouw onder zadeldak dat gelegen is op een plein.

## Inventaris
De preekstoel uit het derde kwart van de 17e eeuw met een trap in empirestijl van 1842, en het orgel van 1868, dat gebouwd is door Van den Haspel, Scholgens en Van der Weijde en gewijzigd in 1952, zijn geklasseerd als rijksmonument.